# Tracey Ann Jacobson
Tracey Ann Jacobson (ur. 1965) – amerykańska dyplomatka. Ambasador Stanów Zjednoczonych w Turkmenistanie (2003–2006), Tadżykistanie (2006–2009) i Kosowie (2012–2015), chargé d’affaires ad interim w Bangladeszu (od 2025).

## Życiorys
Uzyskała tytuły Bachelor of Arts na Uniwersytecie Johnsa Hopkinsa oraz Master of Arts na Paul H. Nitze School of Advanced International Studies, następnie pełniła funkcję dziekana na jednej z amerykańskich uczelni.
Od 2000 do 2003 roku zastępowała szefa ambasady Stanów Zjednoczonych w Rydze. 1 lipca 2003 roku została mianowana ambasadorem w Turkmenistanie, listy uwierzytelniające złożyła 25 sierpnia tego samego roku, natomiast misję dyplomatyczną zakończyła 14 lipca 2006 roku. Pod koniec sprawowania danej funkcji została mianowana na stanowisko ambasadora w Tadżykistanie, listy uwierzytelniające złożyła 4 września 2006 roku i pełniła funkcję ambasadora do 27 lipca 2009 roku.
2 kwietnia 2012 roku otrzymała nominację na funkcję ambasadora w Kosowie, listy uwierzytelniające złożyła 21 sierpnia tego samego roku. Misję dyplomatyczną zakończyła w dniu 10 lipca 2015 roku. Pełniła następnie funkcję chargé d’affaires ambasady w Addis Abebie, a 11 stycznia 2025 roku objęła tę samą funkcję w ambasadzie w Dhace.
Była także związana z Biurem Organizacji Międzynarodowych.

## Życie prywatne
Zamężna z brytyjskim dyplomatą Davidem Baughem.